# Иссерсон, Зинаида Михайловна
Зинаида Михайловна Иссерсо́н (3 [16] октября 1909, Петрозаводск — 24 мая 1996, Петрозаводск) — советский врач-хирург, деятель здравоохранения, Заслуженный врач РСФСР (1960).

## Биография
Зинаида Иссерсон родилась 3 октября 1909 года в семье врача Михаила Давыдовича Иссерсона в городе Петрозаводске Петрозаводского уезда Олонецкой губернии, ныне город — столица Республики Карелия.
После окончания школы она дважды пыталась поступать в вуз, но ей отказывали по возрасту. Год она проучилась в Институте физкультуры им. П. Ф. Лесгафта в Ленинграде.
В 1928 году поступила и в 1932 году окончила 2-й Ленинградский медицинский институт, работала ординатором Петрозаводской хирургической лечебницы.
В 1936 году была направлена на повышение квалификации в Ленинградский онкологический институт, по окончании которого возглавила онкологическое отделение Петрозаводской хирургической лечебницы.
В годы Великой Отечественной войны в эвакуации с детьми, работала хирургом в больнице села Ольховка Ольховского района Курганской области (1941—1943), затем в городе Беломорске, временной столице Карело-Финской ССР (1943—1944).
В 1944—1950 годах — ординатор Петрозаводской хирургической лечебницы.
В 1950—1966 годах — главный хирург Петрозаводской городской больницы.
Главный хирург Петрозаводского городского отдела здравоохранения.
Избиралась депутатом районного совета.
После выхода на пенсию работала ординатором в Петрозаводской городской больнице.
Умерла 24 мая 1996 года в Петрозаводске.

## Память
Постановлением администрации Петрозаводского городского округа от 28 сентября 2018 г. сквер в районе примыкания улицы Черняховского к Лососинскому шоссе назван именем Зинаиды Иссерсон.

## Награды и звания
- Орден Ленина
- Заслуженный врач РСФСР, 1960 год
- Заслуженный врач Карельской АССР, 1957 год

## Семья
- Дед — Давид Маркович Иссерсон (1844—1915[2]), окончил Медико-хирургическую академию в Санкт-Петербурге, земский врач в городе Лодейное Поле, кавалер ордена Святого Станислава II степени[3].
- Отец — Михаил Давыдович Иссерсон (15 марта 1874, Выборг — 6 октября 1955, Петрозаводск), Заслуженный врач Карело-Финской ССР.
- Муж Василий Александрович Баранов (10 февраля 1896 — 28 августа 1978), Заслуженный врач РСФСР.
  - Дочь — Людмила Васильевна Баранова (род. 24 марта 1935, Петрозаводск), Заслуженный врач РСФСР.
  - Сын — Виктор Васильевич Баранов (род. 30.09.1938) — инженер-конструктор.
- Двоюродная тётка — Марина Давыдовна Рындзюнская (6 января 1877 — 10 мая 1946), скульптор.